# Crkva sv. Ante Padovanskoga u Sivši
Crkva sv. Ante Padovanskoga u Sivši.
Župa Sivša, kao kapelanija, utemeljena je odvajanjem od župe Komušina 1784. godine. Samostalna župa postala je 1802. godine. U početku je imala samo kapelicu a 1870. godine i crkvu. Nova Crkva građena je 1911. godine a današnja je građena od 1930. do 1934. godine. U župi djeluju: “Školske sestre franjevke”, bosansko-hrvatske provincije. U Župnoj crkvi čuva se kip Blažene Djevice Marije star oko 400 godina, kojeg su Franjevci ( ujaci ) nosili sa sobom. Župi sv. Ante Padovanskog pripadaju sljedeća naselja: Alibegovci, Blaževci, Jeleči, Lončari, Omanjska i Sivša.

## Ukratko o Župi Sivša
Župa Sivša pripada Nadbiskupiji Vrhbosanskoj, dekanatu Usorskom i samostanskom području Plehan. Nalazi se u središtu prostora koji se od davnina naziva Usora. Kao mjesna kapelanija odvojena je od župe Komušina 1784. godine i od tada vodi vlastite matice. Župom ju je proglasio 1802. godine apostolski vikar i biskup fra Grgo Ilić – Varešanin. Nakon osnutka župe izgrađena je i kapelica za bogoslužje, a 1870. godine izgrađena je solidnija crkvica i župna kuća. Od 1929. do 1931. godine građena je današnja župna crkva /dimenzija 28x10 metara/ po projektu poznatog arhitekta Karla Paržika. Od župe Sivša izdvojene su i utemeljene nove župe: Žabljak i Doboj. Od župe Žabljak kasnije je osnovana župa Jelah, a od Doboja i Sivše župa Ularice.
Poslije ratnih događanja na ovim prostorima /1992. – 1995. godine/ župna je crkva, koja je bila oštećena, renovirana i iznutra i izvana. U crkvi se nalaze postaje Put križa /ulje na platnu/ koje je 1977. godine naslikao akademski slikar Josip Bifel iz Zagreba. Tada su urađene još dvije njegove slike: „Rođenje“ i „Uskrsnuće“. Godine 2016. postavljeni su u crkvu i vitraji /15 vitraja/ po skicama slikara Josipa Bifela a koji predstavljaju prizore iz Isusova života te sv. Antu Padovanskog /zaštitnika župe/, sv. Franju Asiškoga, sv. Antu, pustinjaka, sv. Roka i sv. Iliju, proroka. Uz zaštitnika župe sv. Antu Padovanskog župna zajednica kao supatrone slavi svetoga Roka i svetog Antu, pustinjaka.
Osim župne crkve na prostoru župe nalaze se i tri filijalne crkve:
- Crkva sv. Nikole Tavelića u selu Omanjskoj koja je sagrađena 1973. U crkvi se nalazi slika sv. Nikole Tavelića slikara Ljube Laha. Unutarnje uređenje crkve u Omanjskoj urađeno je po projektu arhitekta Josipa Ledića. Postaje Put križa izradila je slikarica Marijana Pažin-Ivešić. Po njezinim nacrtima urađeno je i sedam vitraja u crkvi koji predstavljaju Božje djelo stvaranja svijeta i ljudi.
- Crkva sv. Franje Asiškogu selu Alibegovci izgrađena je 1982. godine. U crkvi se nalaze postaje Put križa /vitraji/ akademske slikarice Leile Michieli Vojvoda te slike-vitraji: „Posljednja večera“ i „Emaus“.
- Crkva Uzvišenja sv. Križa u selu Blaževcima sagrađena je 1973. godine. U crkvi se nalaze slike – postaje Put križa /ulje na platnu/ slikara Ljube Laha.

Na prostoru župe Sivša nalaze se tri kapelice: u Omanjskoj /Netača/ kapelica sv. Vida; u Srednjoj Omanjskoj kapelica sv. Mateja i kapela u Jelečima. U župi se nalaze i četiri groblja sa svojim kapelama: u Sivši, Alibegovcima, u Bobarama i u Lončarima /groblje Komin/.
U vrijeme ratnih događanja na ovim prostorima župa Sivša je doživjela velika razaranja, stradanja i iseljavanja svojih župljana koja još traju. Prema statističkom prikazu biskupa fra Augustina Miletića iz 1827. godine župa Sivša imala je 1527 katoličkih duša. Prema Šematizmu Franjevačke provincije Bosne Srebrene iz 1974. godine župa je imala 6.350 vjernika, a 1991. godine župa je imala 6.100 vjernika. Na početku 2017. godine župa Sivša ima blizu 800 nastanjenih kuća u kojima živi 2.194 ljudi. I proces iseljavanja iz ovih krajeva još traje

## Vanjske poveznice
Službene stranice